# Bennungen

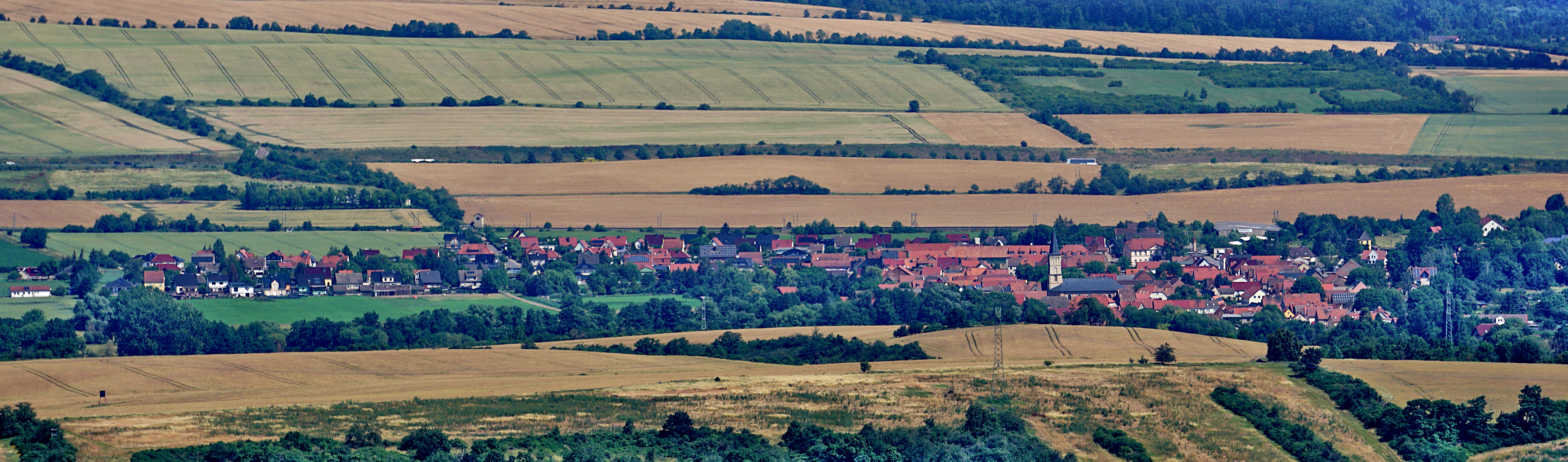
Bennungen vom Kyffhäuserdenkmal aus gesehen

Bennungen ist ein Ortsteil der Gemeinde Südharz im Landkreis Mansfeld-Südharz in Sachsen-Anhalt.

## Geografie
Bennungen liegt an der Helme, in der fruchtbaren Goldenen Aue, nördlich des Kyffhäuser an der zur 13 km östlich liegenden Kreisstadt Sangerhausen führenden L 151 und der Bahnstrecke Halle–Hann. Münden.

## Geschichte

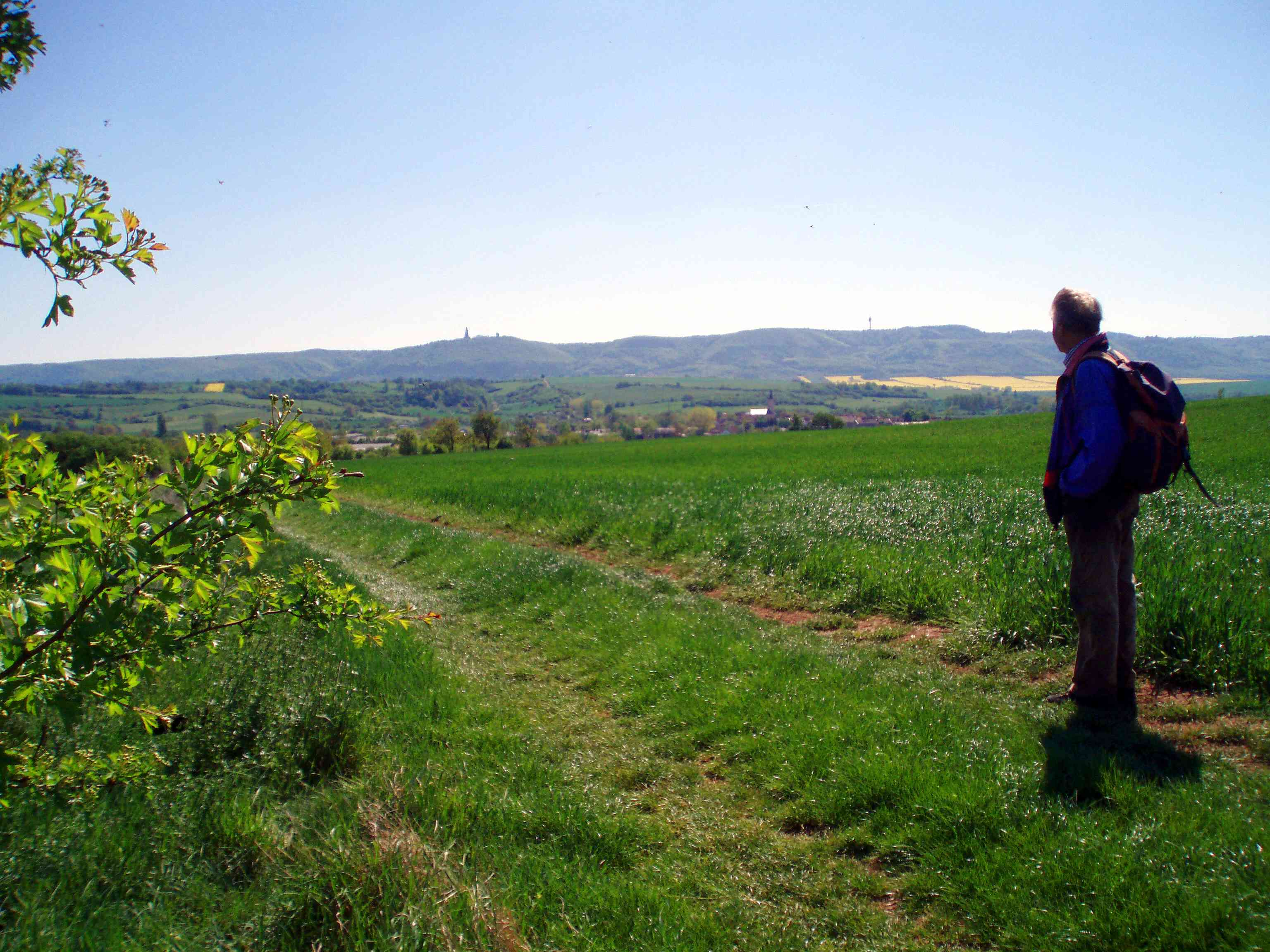
Blick auf Bennungen

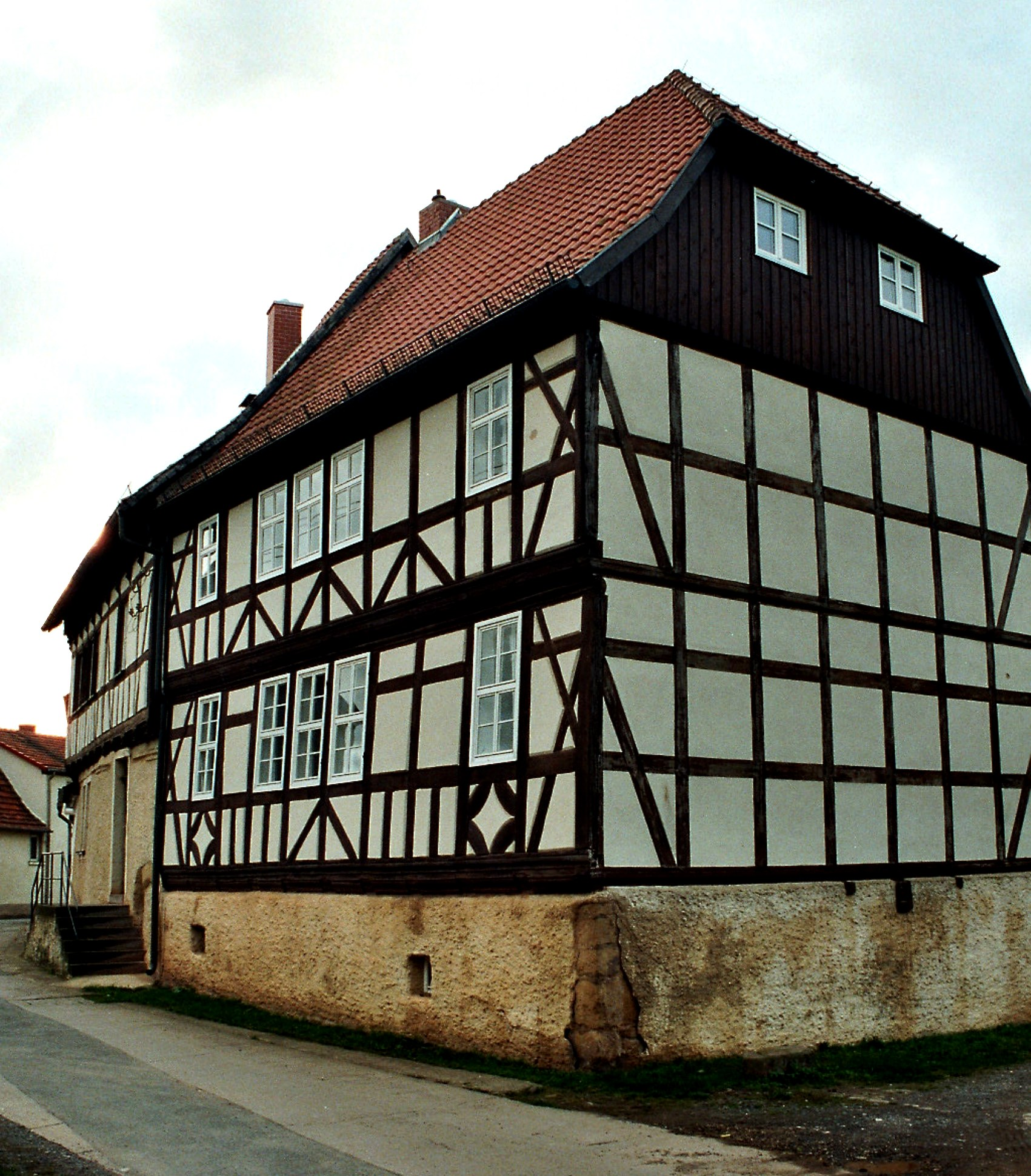
Das ehemalige Rittergut

Bennungen wurde erstmals 1112 urkundlich erwähnt. Das gleichnamige Rittergeschlecht „von Bennungen“ hatte hier seinen Stammsitz.
1683 und 1694 fanden in Bennungen Hexenprozesse statt.
Am 1. Januar 2010 schlossen sich die Gemeinden Bennungen, Breitenstein, Breitungen, Dietersdorf, Drebsdorf, Hainrode, Hayn (Harz), Kleinleinungen, Questenberg, Roßla, Rottleberode, Schwenda und Uftrungen zur neuen Gemeinde Südharz zusammen. Gleichzeitig wurde die Verwaltungsgemeinschaft Roßla-Südharz, zu der Bennungen gehörte, aufgelöst.

## Kultur und Sehenswürdigkeiten
- Grabstätte auf dem Ortsfriedhof für einen namentlich unbekannten jüdischen KZ-Häftling
- Ehemaliges Herrenhaus des Ritterguts mit teils auf das 16. Jahrhundert zurückgehender Bausubstanz. Das Fachwerkgebäude wurde in den 1990er Jahren notgesichert, da es einsturzgefährdet war, und schrittweise 1993–1999 wieder aufgebaut. Das Rittergut mit dem Herrenhaus ist heute ein Freizeitheim.[5][6]
- Kirche St. Johannes
- Dorfmühle aus der Zeit ab 1729
- Hospital zur Heiligen Dreifaltigkeit von 1748
- Eisenhüttenmühle, 17. Jahrhundert
- In Bennungen befindet sich der westliche Ausgangs- bzw. Endpunkt des Kaiser-Otto-Höhenwegs, einem 14 km langen Regionalwanderweg am südöstlichen Harzrand im Biosphärenreservat Karstlandschaft Südharz.

## Persönlichkeiten
- Johann Cyriacus Kieling (1670–1727), Komponist
- Carl Haussknecht (1838–1903), Pharmazeut und Botaniker
- Oskar Linke (Pädagoge) (1886–1949), Reformpädagoge
- Karl Linke (1889–1962), Pädagoge